# Don Sharpe
Donald „Don“ Sharpe (* 20. Jahrhundert; † 2004) war ein britischer Tongestalter, der neben einem Oscar für den besten Tonschnitt auch einen British Academy Film Award (BAFTA Film Award) für den besten Ton gewann.

## Leben
Sharpe begann seine Karriere in der Filmwirtschaft 1947 zunächst als Schnittassistent bei dem Film Viel Vergnügen, ehe er nach 1954 überwiegend als Tongestalter tätig war und an der Herstellung von über neunzig Filmen mitarbeitete.
Seine größten Erfolge hatte er in den 1980er Jahren und gewann zusammen mit Ivan Sharrock und Bill Rowe 1982 den BAFTA Film Award für den besten Ton in Die Geliebte des französischen Leutnants (1981) von Karel Reisz mit Meryl Streep, Jeremy Irons und Hilton McRae in den Hauptrollen.
Für den Science-Fiction-Film Aliens – Die Rückkehr (1986) von James Cameron mit Sigourney Weaver, Carrie Henn und Michael Biehn gewann er bei der Oscarverleihung 1987 den Oscar für den besten Tonschnitt. Darüber hinaus war er zusammen mit Roy Charman und Graham Hartstone für einen BAFTA Film Award für den besten Ton in diesem Film nominiert.
Eine weitere Nominierung für den BAFTA Film Award für den besten Ton erhielt Sharpe schließlich 1990 zusammen mit Tony Dawe und Bill Rowe in Batman (1989) von Tim Burton mit Michael Keaton, Jack Nicholson und Kim Basinger.

## Filmografie (Auswahl)
- 1947: Viel Vergnügen (Holiday Camp)
- 1954: Das Millionenbaby (To Dorothy, a son)
- 1955: The Woman For Joe
- 1959: Brennendes Indien
- 1963: Doktor in Nöten (Doctor in Distress)
- 1968: Die große Katharina (Great Catherine)
- 1973: Die Nelson-Affäre (Bequest to the Nation)
- 1976: The Ritz
- 1980: Superman II – Allein gegen alle
- 1981: American Werewolf
- 1982: Ivanhoe (Fernsehfilm)
- 1986: Aliens – Die Rückkehr
- 1987: Suspect – Unter Verdacht
- 1989: Batman
- 1995: Ein Sommer am See
- 1997: Die Abbotts – Wenn Haß die Liebe tötet

## Auszeichnungen
- 1982: BAFTA Film Award für den besten Ton
- 1987: Oscar für den besten Tonschnitt